# Monte Guina
Der Monte Guina (in Argentinien Monte Hirart) ist ein Berg an der Graham-Küste des Grahamlands im Norden der Antarktischen Halbinsel. Er ragt etwa 1,5 km landeinwärts der Bigo Bay auf.
Chilenische Wissenschaftler benannten ihn nach Alex Guina Queirolo von den Landstreitkräften Chiles, einem Teilnehmer an der 8. Chilenischen Antarktisexpedition (1953–1954) auf dem Schiff Rancagua zur Ablösung der Mannschaft auf der Bernardo-O’Higgins-Station. Der Hintergrund der argentinischen Benennung ist nicht überliefert.